# Alaksandr Żydkich
Alaksandr Michajławicz Żydkich, błr. Аляксандр Міхайлавіч Жыдкіх, ros. Александр Михайлович Жидких – Aleksandr Michajłowicz Żydkich (ur. 7 stycznia 1984 w Nowopołocku) – białoruski hokeista, reprezentant Białorusi.

## Kariera
- Chimik-SzWSM Witebsk (2000-2001)
- HK Witebsk (2001-2005)
  -  Junost' Mińsk (2001/2002)
  -  HK 2 Witebsk (2002-2005)
  -  Junior Mińsk (2003/2004)
- Chimik-SKA Nowopołock (2005-2007)
- HK Kieramin Mińsk (2007-2009)
  -  HK 2 Kieramin Mińs (2007)
  -  Dynama Mińsk (2008/2009)
- HK Homel (2009-2016)
  -  HK 2 Homel (2012/2013)
- HK Nioman Grodno (2016-2018)
  -  HK Homel (2018)
- Junost' Mińsk (2018-2019)
- HK Szachcior Soligorsk (2019-)

Wychowanek Chimika-SKA Nowopołock. 
Od czerwca 2011 zawodnik Dynama Mińsk. W kwietniu 2012 roku przedłużył kontrakt z klubem o dwa lata. W kwietniu 2014 przedłużył kontrakt z klubem o dwa lata. Odszedł klubu z końcem kwietnia 2015. Od maja 2015 zawodnik Nieftiechimika Niżniekamsk, związany dwuletnim kontraktem. Zwolniony z klubu w październiku 2016. Od października 2016 ponownie zawodnik Dynama Mińsk. Od sierpnia 2020 zawodnik chińskiego Kunlun Red Star.
Uczestniczył w turniejach mistrzostw świata juniorów do lat 18 edycji 2002, mistrzostw świata juniorów do lat 20 edycji 2003, 2004.

## Sukcesy
Reprezentacyjne
- Awans do MŚ Elity do lat 20: 2004

Klubowe
- Srebrny medal mistrzostw Białorusi: 2007 z Kieraminem Mińsk, 2020 z Szachciorem Soligorsk
- Złoty medal mistrzostw Białorusi: 2008 z Kieraminem Mińsk, 2019 z Junostią Mińsk, 2017, 2018 z Niomanem Grodno
- Brązowy medal mistrzostw Białorusi: 2010, 2012, 2014, 2015, 2016 z HK Homel, 2021 z Szachciorem Soligorsk

Indywidualne
- Ekstraliga białoruska w hokeju na lodzie (2009/2010):
  - Trzecie miejsce w klasyfikacji strzelców w sezonie zasadniczym: 24 gole[8]
  - Piąte miejsce w klasyfikacji asystentów w sezonie zasadniczym: 30 asyst[9]
  - Czwarte miejsce w klasyfikacji kanadyjskiej w sezonie zasadniczym: 54 punkty[10]
- Ekstraliga białoruska w hokeju na lodzie (2011/2012):
  - Pierwsze miejsce w klasyfikacji asystentów w sezonie zasadniczym: 40 asyst[11]
  - Pierwsze miejsce w klasyfikacji kanadyjskiej w sezonie zasadniczym: 59 punktów[12]
- Ekstraliga białoruska w hokeju na lodzie (2013/2014):
  - Trzecie miejsce w klasyfikacji asystentów w sezonie zasadniczym: 33 asysty[13]
  - Szóste miejsce w klasyfikacji kanadyjskiej w sezonie zasadniczym: 46 punktów[14]
- Ekstraliga białoruska w hokeju na lodzie (2014/2015):
  - Trzecie miejsce w klasyfikacji asystentów w sezonie zasadniczym: 35 asyst[15]
  - Ósme miejsce w klasyfikacji kanadyjskiej w sezonie zasadniczym: 47 punktów[16]
- Ekstraliga białoruska w hokeju na lodzie (2015/2016):
  - Trzecie miejsce w klasyfikacji asystentów w sezonie zasadniczym: 28 asyst[17]
- Ekstraliga białoruska w hokeju na lodzie (2019/2020)[18]:
  - Trzecie miejsce w klasyfikacji asystentów w sezonie zasadniczym: 30 asyst
  - Trzecie miejsce w klasyfikacji kanadyjskiej w sezonie zasadniczym: 44 punkty
- Ekstraliga białoruska w hokeju na lodzie (2020/2021)[19]:
  - Pierwsze miejsce w klasyfikacji asystentów w sezonie zasadniczym: 31 asyst
  - Drugie miejsce w klasyfikacji kanadyjskiej w sezonie zasadniczym: 44 punkty